# جيف بليك
جيف بليك (بالإنجليزية: Jeff Blake)‏ هو لاعب كرة قدم أمريكية أمريكي، ولد في 4 ديسمبر 1970 في دايتونا بيتش في الولايات المتحدة.

## وصلات خارجية
- جيف بليك على موقع إي إس بي إن.كوم (أن.أف.أل)3
- جيف بليك على موقع مرجع كرة القدم المحترفة.كوم (الإنجليزية)